# Alex Arleo
Alexander „Alex“ Thomas Arleo (* 1. Februar 1987 in Los Gatos, Kalifornien) ist ein US-amerikanischer ehemaliger Schauspieler.

## Leben
Arleo wurde am 1. Februar 1987 in der kalifornischen Stadt Los Gatos geboren. 2009 debütierte er in Dracula als Filmschauspieler. In den nächsten Jahren folgten Episodenrollen in verschiedenen US-amerikanischen Fernsehserien sowie kleinere Besetzungen in Filmproduktionen. 2012 stellte er unter anderen in vier Episoden der Fernsehserie Girls of Sunset Place die Rolle des Anthony dar. Im selben Jahr war er im Horrorfilm The Haunting of Whaley House in der Hauptrolle des Jake Wildman zu sehen. Des Weiteren spielte er 2012 in der Filmproduktion 40 Days and Nights die Rolle des Roger. Außerdem war er im selben Jahr in den Filmen Celebrity Sex Tape und Bert: The Emotion Picture zu sehen und wirkte in den Fernsehserien Castle, Victorious und Pair of Kings – Die Königsbrüder mit. Im Folgejahr erhielt er die Rolle des Bobby im Tierhorrorfernsehfilm Sharknado – Genug gesagt!. Zuletzt war er im 2016 erschienenen Kurzfilm Going Together als Schauspieler zu sehen.

## Filmografie (Auswahl)
- 2009: Dracula
- 2011: Weeds – Kleine Deals unter Nachbarn (Weeds, Fernsehserie, Episode 7x04)
- 2011: 18 und immer noch Jungfrau (Barely Legal)
- 2011: Harry’s Law (Fernsehserie, Episode 2x08)
- 2012: Celebrity Sex Tape
- 2012: Girls of Sunset Place (Fernsehserie, 4 Episoden)
- 2012: The Haunting of Whaley House
- 2012: Castle (Fernsehserie, Episode 5x03)
- 2012: Victorious (Fernsehserie, Episode 4x04)
- 2012: Pair of Kings – Die Königsbrüder (Pair of Kings, Fernsehserie, Episode 3x15)
- 2012: 40 Days and Nights
- 2012: Bert: The Emotion Picture
- 2013: Sharknado – Genug gesagt! (Sharknado, Fernsehfilm)
- 2013: 90210 (Fernsehserie, Episode 5x21)
- 2013: Ashley
- 2016: Going Together (Kurzfilm)